# 여주 고달사지 승탑
여주 고달사지 승탑(驪州 高達寺址 僧塔)은 경기도 여주시 고달사 터에 있는, 고려시대 초기의 화강석제 부도이다. 1962년 12월 20일 대한민국의 국보 제4호로 지정되었다.
높이는 4.3m이며, 8각 원당형(圓堂形) 부도 중에서 매우 뛰어난 거작이다. 조형 양식이 신라의 기본형을 따르면서 세부적인 면에서는 고려시대의 분위기를 강하게 풍기고 있다. 신라 말의 고승 원감대사(圓鑑大師)의 묘탑(墓塔)이라고도 하지만 확실하지 않다. 다만 그 절터에 남아 있는 원종대사(元宗大師)의 묘탑인 고달사 원종대사 혜진탑보다는 앞선 것으로 추정된다.

## 개요
고달사터에 남아 있는 고려시대의 승탑이다. 고달사는 통일신라시대 경덕왕 23년(764)에 창건된 절로, 고려 광종 이후에는 왕들의 보호를 받아 큰 사찰로서의 면모를 유지하기도 하였으나, 언제 문을 닫게 되었는지는 분명하지 않다.
이 승탑은 바닥의 형태가 8각을 이루고 있으며, 꼭대기의 머리장식이 완전하지 않은 것을 제외하면 대부분 잘 남아 있다. 전체의 무게를 지탱하고 있는 기단(基壇)은 상·중·하 세 부분으로 갖추어져 있는데, 특히 가운데돌에 새겨진 조각들이 가장 먼저 눈에 들어온다. 가운데돌은 8각이라기보다는 거의 원을 이루고 있으며, 표면에 새겨진 두 마리의 거북은 입체적으로 표현되어 사실감이 느껴진다. 각 거북을 사이에 두고 네 마리의 용을 새겨 두었으며, 나머지 공간에는 구름무늬로 가득 채웠다. 돌에 꽉차게 새겨진 무늬들이 과장되지 않고 세련되어 능숙하면서도 대담한 힘이 느껴진다. 가운데돌을 중심으로 그 아래와 윗돌에는 연꽃무늬를 두어 우아함을 살리고 있다.
사리를 모셔둔 탑몸돌에는 문짝 모양과 사천왕상(四天王像)이 새겨져 있는데, 문에 새겨진 자물쇠 모양의 조각은 밋밋하여 형식적으로 흐른 감이 있다. 이를 덮고 있는 지붕돌은 꽤 두꺼운 편으로, 각 모서리를 따라 아래로 미끄러지면 그 끝마다 큼직한 꽃조각이 달려 있는데, 크기에 비해 조각이 얕아서 장식효과는 떨어진다. 지붕돌꼭대기에는 둥그런 돌 위로 지붕을 축소한 듯한 보개(寶蓋)가 얹혀져 있다.
전체적으로 신라의 기본형을 잘 따르면서도 각 부분의 조각들에서 고려 특유의 기법을 풍기고 있어 고려시대 전기인 10세기 즈음에 세워졌을 것으로 보인다. 돌을 다듬은 솜씨도 깨끗하고 조각에서도 세련미가 묻어나오는 작품이다.

## 같이 보기
- 고달사

## 참고 자료
- 여주 고달사지 승탑 - 국가유산청 국가유산포털